# Jezail

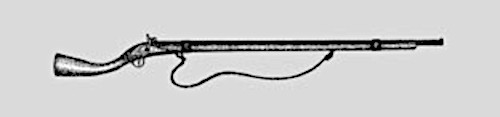
Rifle Jezail do Afeganistão

Jezail ou jezzail (pashto: جزائل), em última análise, da forma plural árabe: جزایل "longos [canos]") era uma arma longa simples, econômica e muitas vezes feita à mão, comumente usado na Ásia Central e em partes do Oriente Médio no passado. Foi popular entre os membros da tribo dos pastós, que depuseram o rei Xá Xujá. e foi usado principalmente nas Guerras Anglo-Afegãs pelos pashtuns contra os soldados ingleses invasores.[carece de fontes?]